# Eremochaetidae
Eremochaetidae zijn een uitgestorven vliegenfamilie van tweevleugeligen (Diptera). De wetenschappelijke naam van het geslacht is voor het eerst geldig gepubliceerd in 1968 door Ussatchov.

## Taxonomie
De volgende geslachten en soorten zijn bij de familie ingedeeld (niet compleet):
- Geslacht Eremochaetosoma Kovalev 1986[2]
  - Eremochaetosoma mongolicum Kovalev 1986G. †Eremochaetus Ussatchov 1968[2]
  - Geslacht Eremonomus Kovalev 1989[2]
  - Eremonomus irae Kovalev 1989[2]
  - Geslacht Lepteremochaetus Ren 1998[2]
  - Lepteremochaetus lithoecius Ren 1998[2]
  - Geslacht Pareremochaetus Ussatchov 1968[2]